# Schieferschwanztrogon

Verbreitungsgebiet des Schieferschwanztrogons

Der Schieferschwanztrogon (Trogon massena) ist eine Vogelart aus der Familie der Trogone (Trogonidae).
Der Vogel kommt vom Südosten Mexikos bis Kolumbien und bis in den Nordwesten Ecuadors vor.
Der Lebensraum umfasst tropische immergrüne feuchte Wälder, hohen Sekundärwald, seltener Galeriewald, Kaffeeplantagen und Mangrovenwald bis 600 m in der nördlichen Hälfte des Verbreitungsgebietes, in Panama bis 1400 und in Kolumbien bis 1200 m Höhe.
Der Artzusatz bezieht sich auf François Victor Masséna.

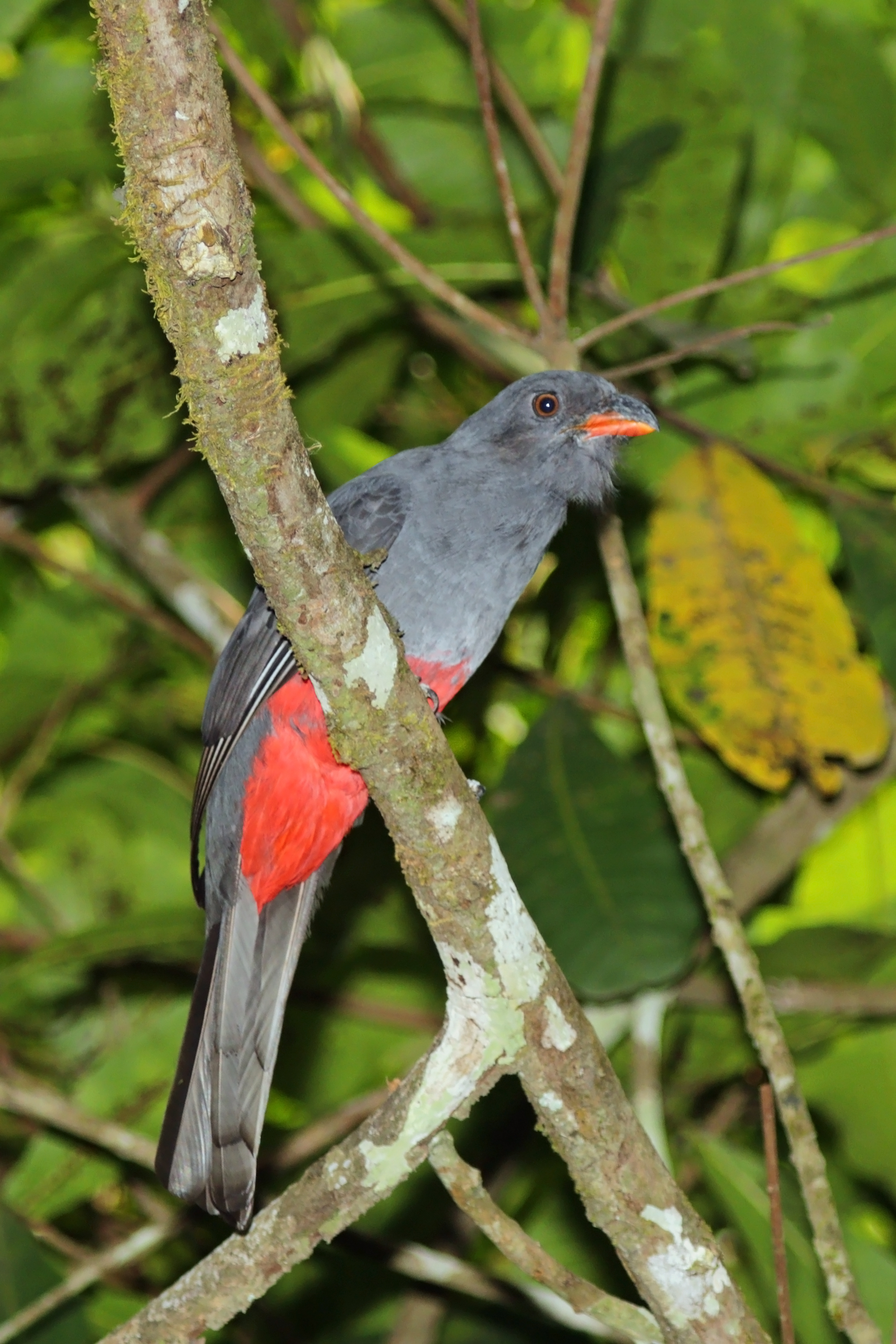
Weibchen, T. m. hoffmanni

## Merkmale
Die Art ist 30–33 cm groß, wiegt 140–155 g und ist größer und schlanker als andere Trogone. Das Männchen ist an der Oberseite und Brust metallischgrün, Kinn, obere Kehle und Kopfseiten sind schwärzlich, Scheitel, Bürzel und Oberschwanzdecken sind etwas bläulichgrün, der Rücken goldgrün. Die Flügel sind schieferschwarz, die äußeren Handschwingen haben hellgraue oder grauweiße Ränder. Der Flügelspiegel ist schwarz und weiß marmoriert und wirkt grau. Die mittleren vier Steuerfedern sind metallischgrün bis bronzegrün mit schwarzen Spitzen, die angrenzenden Steuerfedern sind schwarz mit metallischgrünen Außenfahnen, die äußersten Steuerfedern sind schwarz. Die Brust ist metallischgrün bis bronzegrün, die übrige Unterseite ist dunkelrot, die Schwanzunterseite schiefergrau mit schwarzen Spitzen, der Schnabel und der Augenring sind orangefarben. Die Beinfedern sind schieferschwarz. Das Weibchen ist auf der Oberseite, den Flügeln, der oberen Brust und dem Schwanz dunkelgrau, Kopf, Nacken, Rücken, Schulterregion, Bürzel und Oberschwanzdecken sowie Brust sind schlicht schiefer- oder dunkelgrau, dunkler am Kinn, an der Kehle und dem Gesicht. Die Schwanzoberseite ist schwärzlich oder schieferfarben. Die Unterseite ist rot, die Schwanzunterseite grau, etwas violett glänzend. Die mittleren Steuerfedern haben schwarze Spitzen. Die Beinfedern sind schwärzlich. Der Oberschnabel ist dunkelgrau, der Unterschnabel matt orangefarben.
Die Iris ist braun (haselnuss- oder dunkel-, auch blass goldbraun) beim Männchen, orangebraun beim Weibchen. Der Augenring ist matt rot bis lachsfarben oder orange, beim Weibchen blasser. Der Schnabel ist dunkel orangerot beim Männchen, beim Weibchen sind der Oberschnabel grau, Schnabelkante und Basis sowie Unterschnabel orangefarben. Die Beine sind gelblichbraun bis grau beim Männchen, hellbraun beim Weibchen.
Männliche Jungvögel haben weiße Spitzen und schmale weiße Binden an den äußeren Steuerfedern, die mittleren sind matter bronzegrün schimmernd als beim Erwachsenen und tragen keine schwarzen Spitzen. Die Armschwingen sind weißlich gefleckt an den Rändern, die Unterseite sieht mehr wie beim Weibchen aus, aber mit etwas Grün auf der Brust. Die Fiederung der Armschwingen und Steuerfedern sieht auch beim weiblichen Jungvogel so aus.
Die Art unterscheidet sich vom in Panama und Kolumbien im gleichen Habitat vorkommenden Schwarzschwanztrogon (Trogon melanurus) durch die Färbung der Schwanzoberseite und des Schnabels, beim Weibchen ist der Unterschnabel rötlich, nicht gelb. Im Westen Kolumbiens und in Ecuador kommt die Art zusammen mit dem Blauschwanztrogon (Trogon comptus) vor und unterscheidet sich durch die Farbe der Iris und des Schnabels.
Der Guayaquiltrogon (Trogon mesurus) hat eine weiße Iris, das Männchen auch ein schmales weißes Brustband. Auch der Sperberschwanztrogon (Trogon clathratus) kann durch Augen- und Schnabelfarbe unterschieden werden.

## Geografische Variation
Folgende Unterarten werden anerkannt:
- T. m. massena Gould, 1838, Nominatform – Südosten Mexikos bis Nicaragua
- T. m. hoffmanni (Cabanis und Heine, 1863)[6] – Costa Rica und Panama bis in den äußersten Nordwesten Kolumbiens, etwas kleiner, auch als die Unterart australis, auf den Oberseiten der Steuerfedern etwas goldfarben
- T. m. australis (Chapman, 1915)[7] – Pazifikküste Kolumbiens bis Nordwesten Ecuadors, etwas kleiner, Oberseite der Steuerfedern bei Männchen bläulich-grün statt bronze-grün, Weibchen dunkler grau. Schwanzunterseite bräunlich statt schwärzlich beim Männchen, schmalere Terminalbinde, Kopfseiten metallisch-grün. Diese Unterart wurde mitunter als Unterart des Schwarzschwanztrogons (Trogon melanurus) angesehen oder als eigenständig betrachtet.[8]

## Stimme
Die Lautäußerungen werden als gleichmäßige Folge von „koh-koh-koh-koh“-Lauten beschrieben, nasal und weitreichend, gerne über eine Minute anhaltend, ähnlich denen des Schwarzschwanztrogons. Der Ruf ist ein gackerndes „huh-huh-huh-huh“.

## Lebensweise
Die Art ist monogam, die Paare singen mitunter im Duett, das Weibchen einen halben Ton höher. Der Vogel ist bevorzugt im Wipfelbereich einzeln oder als Paar anzutreffen, seltener finden sich Gruppen an fruchttragenden Bäumen und während der Balz zusammen. Häufig ist er über längere Zeit auf einem Ansitz still sitzend zu beobachten.
Die Nahrung besteht aus Früchten, Pflanzensamen und Gliederfüßern, gelegentlich auch kleinen Echsen, die in kleinen Sprüngen oder kurzen Flügen erbeutet werden. Es kann auch zu einer Jagdgemeinschaft mit futtersuchenden Weißschulter-Kapuzineraffen kommen, die dabei Insekten aufscheuchen, die verzehrt werden können.
Die Brutzeit liegt zwischen Mai und Juni in Mexiko, zwischen März und Juni in Belize und Costa Rica sowie zwischen Februar und Juli in Panama. Das Nest wird in einer Höhle in abgestorbenen Bäumen in einer Höhe von 3 bis 15 m angelegt. Das Gelege besteht meist aus 2–3 weißen bis blass bläulich-weißen Eiern.

## Gefährdungssituation
Der Bestand gilt als „nicht gefährdet“ (Least Concern).